# 평택시의 마천루 목록
대한민국 경기도 평택시의 마천루 목록이다. 대한민국의 「초고층 및 지하연계 복합건축물 재난관리에 관한 특별법」에 따르면 '초고층 건축물' 이란 층수가 50층 이상 또는 높이가 200m 이상인 건축물을 말한다.

## 마천루 순위
본 목록은 완공되었거나, 상량식을 끝낸 마천루이다.
| 순위 | 이름                              | 사진 | 위치   | 높이 | 층수 | 완공 연도 | 비고                                  |
| ---- | --------------------------------- | ---- | ------ | ---- | ---- | --------- | ------------------------------------- |
| 1=   | 힐스테이트 고덕 스카이 시티 101동 |      | 고덕동 | 167m | 49층 | 2024년    | 현재 평택시에서 가장 높은 마천루이다. |
| 1=   | 힐스테이트 고덕 스카이 시티 102동 |      | 고덕동 | 167m | 49층 | 2024년    | 현재 평택시에서 가장 높은 마천루이다. |
| 1=   | 힐스테이트 고덕 스카이 시티 103동 |      | 고덕동 | 167m | 49층 | 2024년    | 현재 평택시에서 가장 높은 마천루이다. |
| 4=   | 평택고덕 아이파크 A동             |      | 중앙동 | 104m | 27층 | 2021년    | [ 4 ]                                 |
| 4=   | 평택고덕 아이파크 B동             |      | 중앙동 | 104m | 27층 | 2021년    | [ 4 ]                                 |
| 6    | 고덕 자연앤자이 704동             |      | 고덕동 | 103m | 36층 | 2019년    | [ 5 ]                                 |
| 7=   | 롯데 인벤스 스카이 104동          |      | 평택동 | 101m | 33층 | 2008년    | [ 6 ]                                 |
| 7=   | 롯데 인벤스 스카이 106동          |      | 평택동 | 101m | 33층 | 2008년    | [ 7 ]                                 |
| 9    | 고덕 제일풍경채 127동             |      | 고덕동 | 100m | 34층 | 2009년    | [ 8 ]                                 |
| 10   | 평택항 마린센터                   |      | 포승읍 | 95m  | 15층 | 2009년    | [ 9 ]                                 |
| 11=  | MS1 타워                          |      | 모곡동 | 92m  | 17층 | 2024년    | [ 10 ]                                |
| 11=  | 부성타워                          |      | 모곡동 | 92m  | 14층 | 2023년    | [ 11 ]                                |

## 미완공 마천루

### 공사중인 마천루
본 목록은 공사중인 마천루이다.
| 이름                         | 위치   | 높이 | 층수 | 완공 예정 | 비고                                         |
| ---------------------------- | ------ | ---- | ---- | --------- | -------------------------------------------- |
| 평택 오션센트럴비즈          | 포승읍 | 178m | 40층 | 2026년    | [ 12 ]                                       |
| 힐스테이트 고덕 센트럴 101동 | 고덕동 | 167m | 49층 | 2024년    | 완공되면 평택시에서 가장 높은 마천루가 된다. |
| 힐스테이트 고덕 센트럴 102동 | 고덕동 | 167m | 49층 | 2024년    | 완공되면 평택시에서 가장 높은 마천루가 된다. |
| 힐스테이트 고덕 센트럴 103동 | 고덕동 | 167m | 49층 | 2024년    | 완공되면 평택시에서 가장 높은 마천루가 된다. |

### 취소된 마천루
이 목록은 경기도 평택시에서 건설이 취소된 마천루이다.
| 이름                  | 위치   | 높이 | 층수 | 비고 |
| --------------------- | ------ | ---- | ---- | ---- |
| 평택 위너스시티 101동 | 평택동 | 190m | 59층 |      |
| 평택 위너스시티 102동 | 평택동 | 190m | 59층 |      |
| 평택 위너스시티 103동 | 평택동 | 190m | 59층 |      |
| 평택 위너스시티 104동 | 평택동 | 190m | 59층 |      |
| 평택 위너스시티 201동 | 평택동 | 180m | 49층 |      |

## 같이 보기
- 평택시
- 마천루 목록
- 아시아의 마천루 목록
- 대한민국의 마천루 목록